# العلاقات السيشلية المصرية
العلاقات السيشلية المصرية هي العلاقات الثنائية التي تجمع بين سيشل ومصر.

## مقارنة بين البلدين
هذه مقارنة عامة ومرجعية للدولتين:
| وجه المقارنة                                              | سيشل                                                | مصر           |
| --------------------------------------------------------- | --------------------------------------------------- | ------------- |
| المساحة (كم2)                                             | 459                                                 | 1.01 مليون    |
| عدد السكان (نسمة)                                         | 95.84 ألف                                           | 94.80 مليون   |
| الكثافة السكانية (ن./كم²)                                 | 20.88 ألف                                           | 93.86         |
| العاصمة                                                   | فيكتوريا                                            | القاهرة       |
| اللغة الرسمية                                             | لغة فرنسية، لغة إنجليزية، اللغة الكريولية السيشيلية | اللغة العربية |
| العملة                                                    | روبية سيشلية                                        | جنيه مصري     |
| الناتج المحلي الإجمالي (بليون دولار)                      | 1.49 مليار                                          | 235.37 مليار  |
| الناتج المحلي الإجمالي (تعادل القوة الشرائية) بليون دولار | 2.54 مليار                                          | 998.67 مليار  |
| الناتج المحلي الإجمالي الاسمي للفرد دولار أمريكي          | 15.48 ألف                                           | 3.61 ألف      |
| الناتج المحلي الإجمالي للفرد دولار أمريكي                 | 26.42 ألف                                           |               |
| مؤشر التنمية البشرية                                      | 0.772                                               | 0.690         |
| رمز المكالمات الدولي                                      | +248                                                | +20           |
| رمز الإنترنت                                              | .sc                                                 | .eg، .مصر     |
| المنطقة الزمنية                                           | ت ع م+04:00                                         | ت ع م+02:00   |

## منظمات دولية مشتركة
يشترك البلدان في عضوية مجموعة من المنظمات الدولية، منها:
| علم المنظمة | اسم المنظمة                               | تاريخ انضمام سيشل | تاريخ انضمام مصر |
| ----------- | ----------------------------------------- | ----------------- | ---------------- |
|             | يونسكو                                    | 18 أكتوبر 1976    | 22 يناير 1947    |
|             | وكالة ضمان الاستثمار متعدد الأطراف        | 15 سبتمبر 1992    | 12 أبريل 1988    |
|             | الأمم المتحدة                             | 21 سبتمبر 1976    | 24 أكتوبر 1945   |
|             | الفريق المعني برصد الأرض                  | ?                 | فبراير 2005      |
|             | الاتحاد البريدي العالمي                   | ?                 | ?                |
|             | البنك الدولي للإنشاء والتعمير             | 29 سبتمبر 1980    | 27 ديسمبر 1945   |
|             | الاتحاد الدولي للاتصالات                  | 17 سبتمبر 1999    | 9 ديسمبر 1876    |
|             | مؤسسة التمويل الدولية                     | 11 يونيو 1981     | 20 يوليو 1956    |
|             | المركز الدولي لتسوية المنازعات الاستشارية | 19 أبريل 1978     | 2 يونيو 1972     |
|             | منظمة الشرطة الجنائية الدولية             | 1 سبتمبر 1977     | 7 سبتمبر 1923    |
|             | الاتحاد الأفريقي                          | ?                 | 9 يوليو 2002     |
|             | البنك الإفريقي للتنمية                    | ?                 | 10 سبتمبر 1964   |

## وصلات خارجية
- موقع وزارة الخارجية السيشلية
- موقع وزارة الخارجية المصرية